# Маредид ап Теудур
Маредид ап Теудос (Маредид ап Теудур; валл. Maredudd ap Tewdws или валл. Maredydd ap Tewdwr; погиб в 798) — король Диведа (760—798).

## Биография
Маредид был сыном короля Диведа Теудоса или сыном его брата, короля Брихейниога, Теудура. Никаких подробностей о правлении Маредида в исторических источниках не сообщается. Известно только, что он погиб в произошедшей в 798 году битве с саксами при Рудлане (современный Денбишире), то есть на территории Гвинедда. Однако в «Гвентианской хронике» в записях о событиях 796 года упоминается о «битва при Рудлане…где Маредид, король Диведа, и Карадог, сын Гвина, сына Коллуина, король Гвинедда, были убиты». Под этим Карадоком ап Гвином ап Коллуином нужно понимать не Карадока Гвинедского, а потомка Эйлуса Старого, сын Айркола.
В «Хронике принцев» 796 год также назван годом гибели Маредида. Ему наследовал его сын Райн.